# Evangelis Zappas
Evangelis Zappas, en grekisk filantrop, av grekisk härkomst, född i Lambove i Gjirokastër i Albanien den 23 augusti 1800, död 19 juni 1865 i nuvarande Rumänien, var en grekisk entreprenör. 
Hans återupplivande av olympiska spelen i Aten 1859 ska ha inspirerat Pierre de Coubertin och övriga i den första internationella olympiska kommittén. Zappas återuppbyggde även panathinaikostadion, samt byggde den arena där fäktningen genomfördes under OS 1896.
Zappas är även grundare av den första nyhetstidningen på albanska och grekiska språk, Pellazgos.